# Крістофер Рен

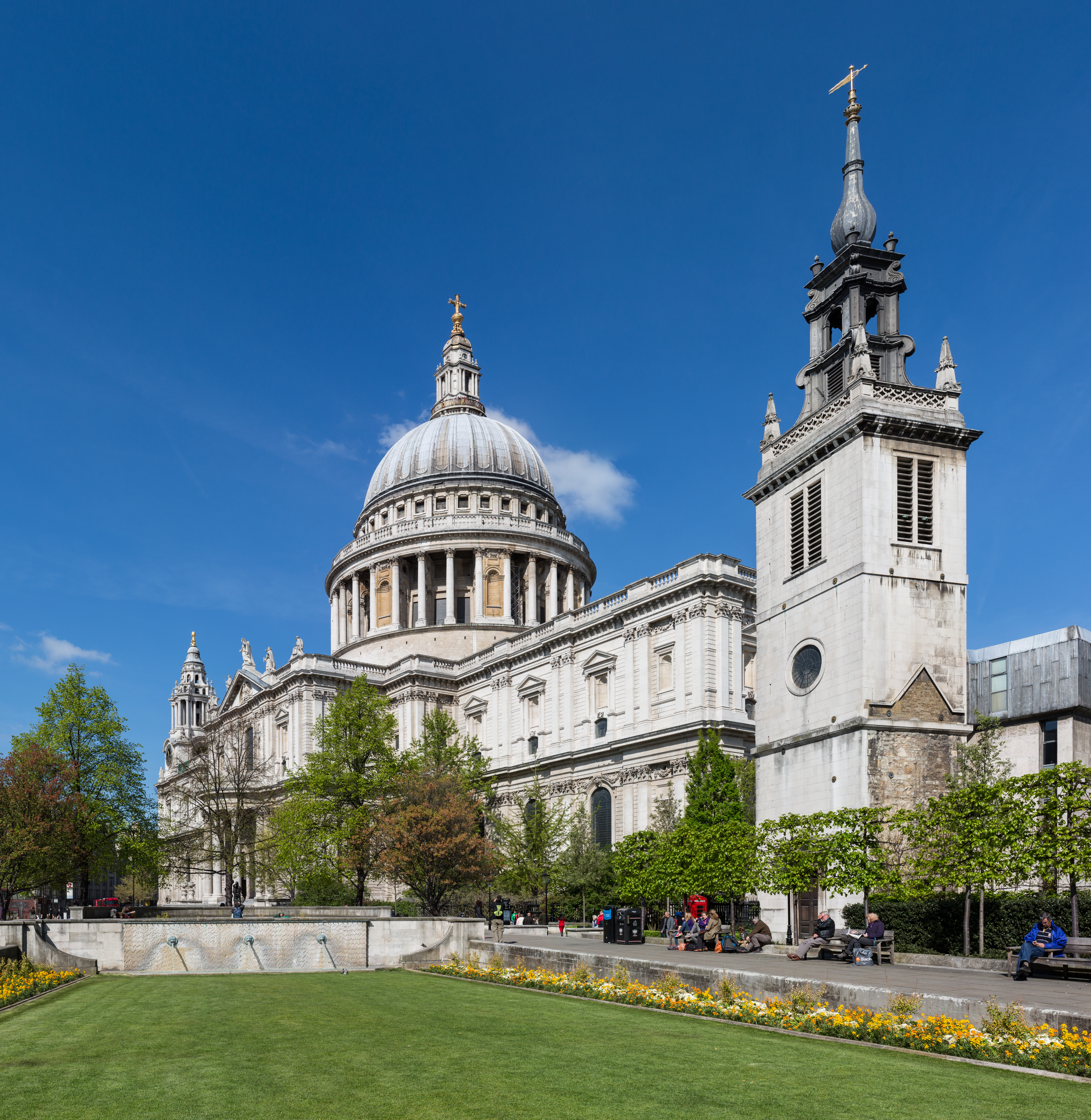
Собор Святого Павла у Лондоні (1675—1711)

Сер Крі́стофер Рен (англ. Sir Christopher Wren; 20 (30) жовтня 1632 — 25 лютого (8 березня) 1723) — англійський архітектор, представник англійського класицизму, математик і астроном. Архітектор собору Святого Павла в Лондоні у 1675—1710 роках, а також багатьох лондонських церков (всього 53), включаючи Сент Брайд, Фліт Стріт і Сент Мері-ле-Боу, Чіпсайд; Королівської біржі, будинку Мальборо, театру Шелдоніан (Оксфорд). Його наукові праці високо цінували Ісаак Ньютон і Блез Паскаль. Рен став одним із засновників Лондонського королівського товариства і в 1680—1682 роках був його президентом.

## Життєпис
Народився в містечку Іст-Нойл у Вілтширі в родині настоятеля Віндзорського абатства. Вчився в школі святого Павла в Лондоні, а потім між 1649 та 1653 роками вивчав математику в Уодем-коледжі в Оксфорді. У 1652 році поступив на посаду викладача астрономії в Грешем-коледж, 1657 року став там професором, у 1659 році перейшов викладачем до Оксфорда, а 1661 року став професором і там. З 1660 року член, а в 1680—1682 роках — президент Лондонського королівського товариства.
У молодості Рен був вченим який займався багатьма науками — анатомією, фізикою, астрономією та математикою, до якої проявляв неабиякі здібності. Архітектурою зацікавився лише в 1660-ті роки.
У 1665–1666 роках з освітньою метою здійснив єдину в житті мандрівку за кордон до Франції, де вивчав місцеву архітектуру. У Франції познайомився з італійським архітектором Лоренцо Джованні Берніні, що бажав отримати замовлення на добудову палацу Лувр. Особливо Рена зацікавили купольні церкви Парижа та околиць, адже на той час в Англії не було жодної церкви з куполом. Враження від цих мандрів та знайомства справили сильний вплив на його творчість. Також на нього вплинули малюнки, дереворити та архітектурні трактати Ініго Джонса. Деякі принципи, на які Рен спирався, він описав і їх можна відновити за збереженими записами.
Перші замовлення Рен отримав завдяки зв'язкам в університетських та церковних колах — театр Шелдона в Лондоні, капела Пемброк-коледжу в Кембриджі (1663—1665) та декілька будівель для Еммнанюел-коледжу. Будівельний бум у Лондоні відбувся після величезної пожежі 1666 року. Тоді згоріло 87 церков, в тому числі й старий собор святого Павла, та тринадцять тисяч будинків. Спочатку Рена запросили як консультанта для перебудови собору святого Павла в Лондоні. Він розробив власний план реконструкції міста, який однак було здійснено лише частково, через протидію приватних осіб власників окремих ділянок. Утім, згідно з планом деякі вулиці таки були розширені, було побудовано частину із запланованих Реном кам'яних та цегляних будинків, а сам архітектор отримав замовлення на відбудову 52 місцевих церков. При цьому Рен для різних церков використовував різні архітектурні рішення, тобто його роботи були індивідуальними. Зазначимо, що на той час не існувало канонічного, традиційного типу англіканської церкви. Бо старі церкви Лондона були ще середньовічні католицькі храми. Тож Рен мав і міг творити наново. Більшість ділянок для церков були неправильної форми, тож кожну з них мали будувати за спеціальним планом. Деякі з церков відрізнялися бароковою пишністю: наприклад Сент-Стефан в Урлбруці, церква Христа на Ньюґейт-стріт, Сент-Брайд на Фліт-стріт, Сент-Джеймс на Гарлі-Хілл, Сент-Ведаст на Фостер-лейн. За вимогами обставини Рен використовував і пізньоготичні елементи, хоч і не любив відхилятися від уподобаного ним бароко, прикладами є Сент-Мері Олдермері чи Крайст-Чьоч-коледж в Оксфорді (Башта Тома).
Для перебудови собору святого Павла, яка тривала з 1675 по 1711 роки, Рен зробив кілька проектів, за одним з яких зробили великий дерев'яний макет. Остаточний план дуже нагадував структуру старого середньовічного собору, але у внутрішньому інтер'єрі архітектору вдалося досягти просторової єдності головного нефу з середохрестям. Величезний купол висотою 111 метрів має своєрідну конструкцію та складається з трьох оболонок. При цьому він дуже гармонійний та узгоджується з іншими частинами будівлі. Загальна вартість будівництва склала 739 тисяч фунтів — величезна сума для того часу.
Окрім спорудження церков Рен виконував приватні замовлення, одним з яких було створення нової бібліотеки Триніті-коледжу (1676—1684) в Кембриджі.
У 1669 році Рена було призначено головним наглядачем королівських будівель. На цій посаді він отримав кілька важливих державних замовлень, наприклад будівництво шпиталів в районах Челсі та Гринвіч та кількох будівель, що увійшли в палацові комплекси Кенсінгтонського та Гемптон-Корт палаців.
Рен встиг побувати на службі в п'яти королів і залишив державну службу лише 1718 року.
Помер 26 лютого 1723 року в Хемпто-Корті. Був похований у крипті собору Святого Павла. Над його могилою розташований латинський напис: «Якщо шукаєш пам'ятник, озирнись навколо». Хоча у Другу світову війну багато пам'ятників та приміщень було зруйновано, але собор Святого Павла не постраждав при бомбардуваннях. Ідеї Рена розвивали архітектори наступного покоління, наприклад Н. Хоксмор та Дж. Гіббс. Доробок майстра справив помітний вплив на розвиток церковної архітектури в Європі та США.
Крістофера Рена зобразили на британській банкноті номіналом 50 фунтів.

## Галерея архітектурних робіт

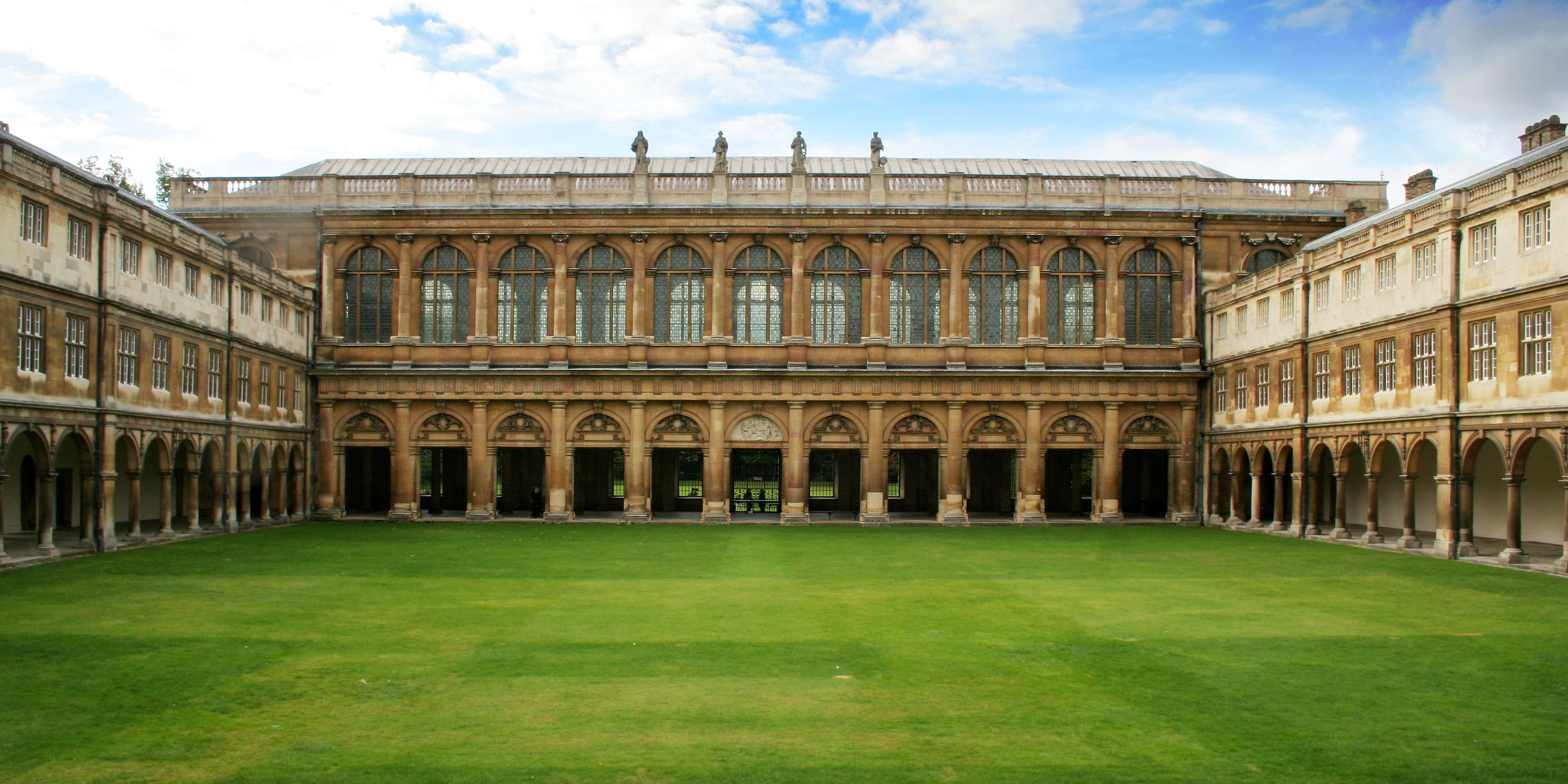
Бібліотека Триніті-коледжу Кембриджського університету
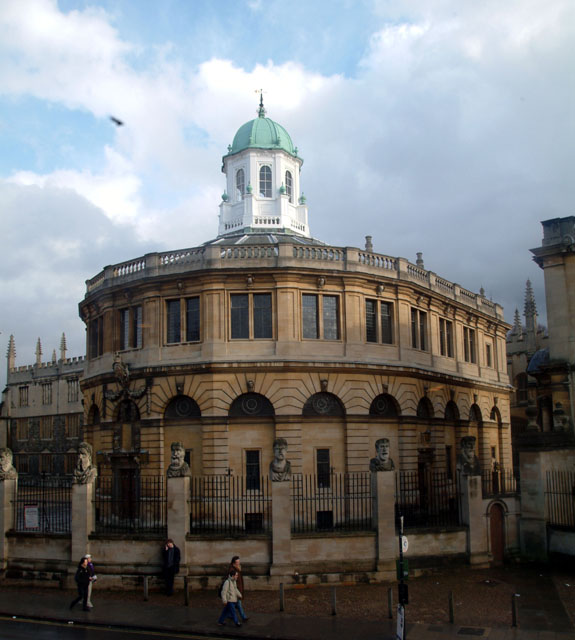
Театр Шелдоніан (Оксфордський університет)
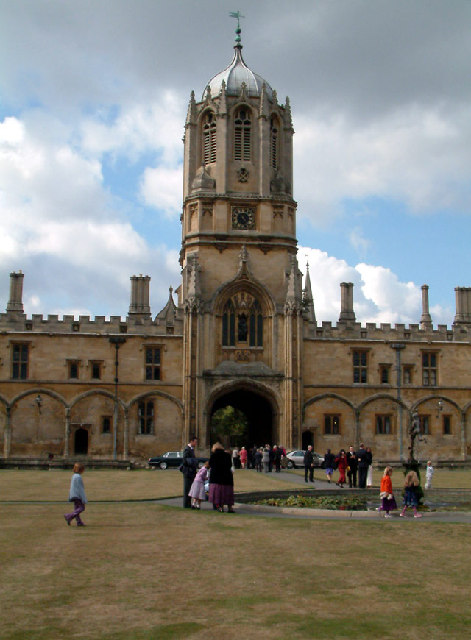
Башта Тома, Крайст Черч, Оксфорд
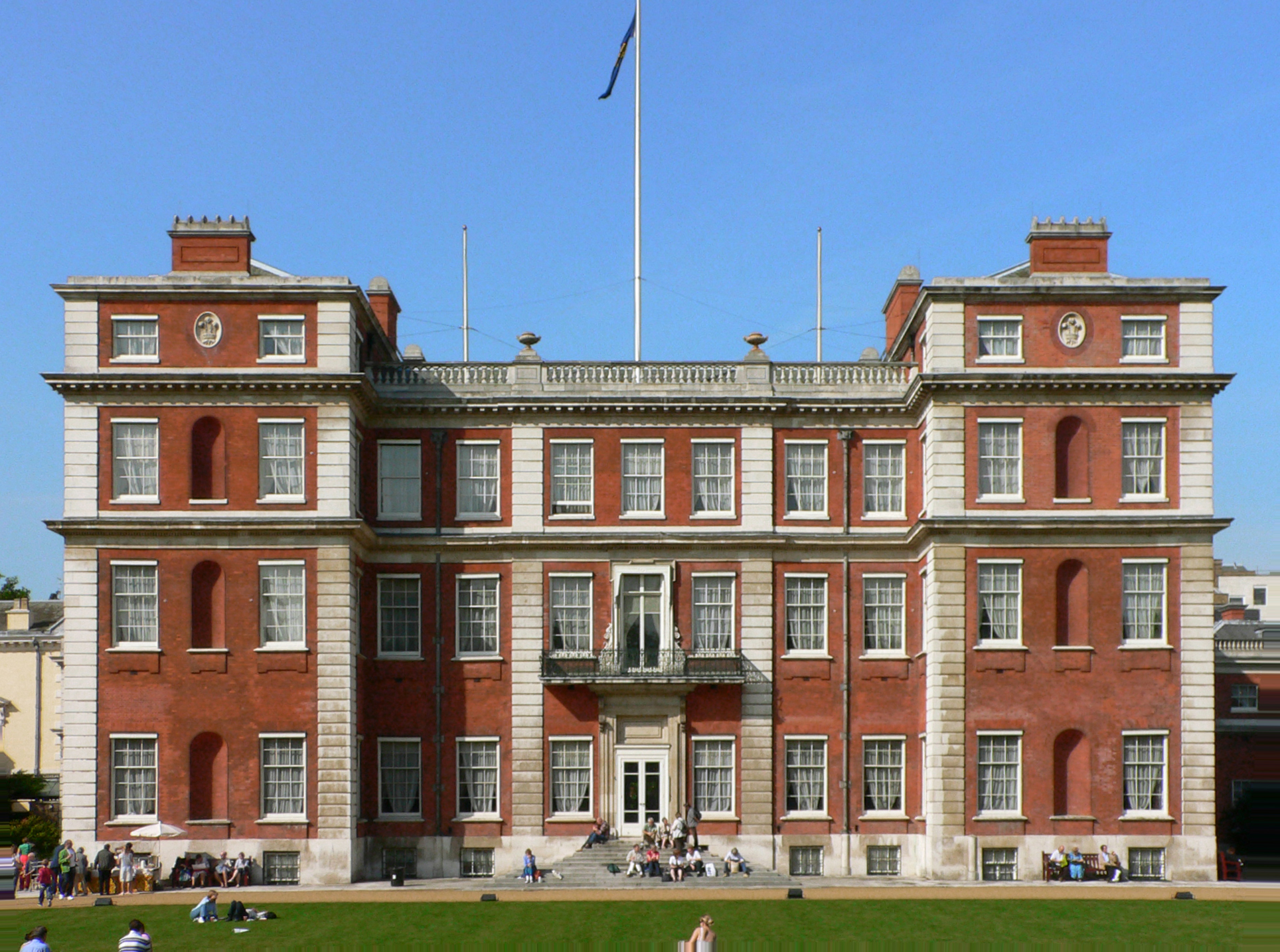
Південний фасад будинку Мальборо, Лондон
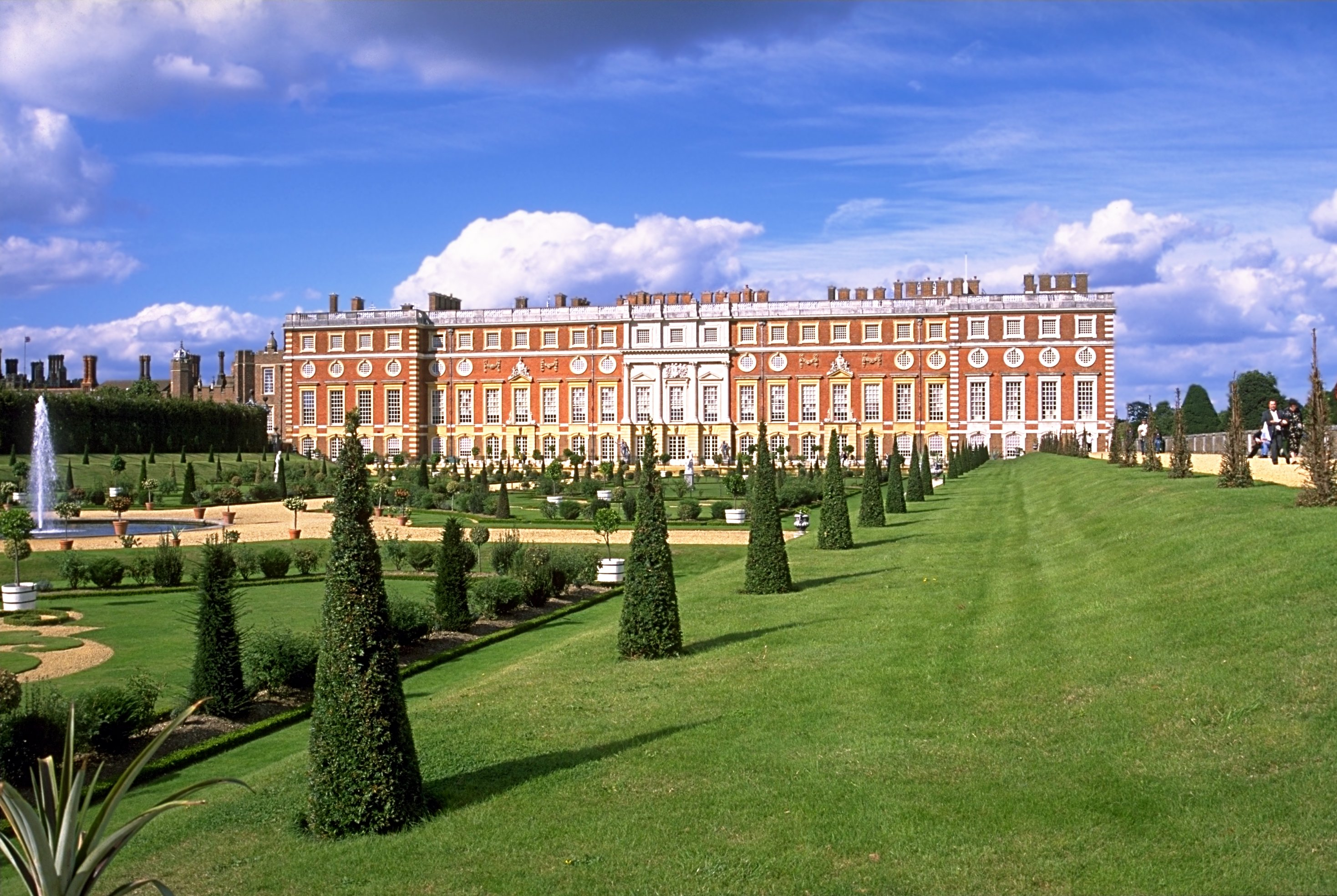
Гемптон Корт, південний фасад палацу
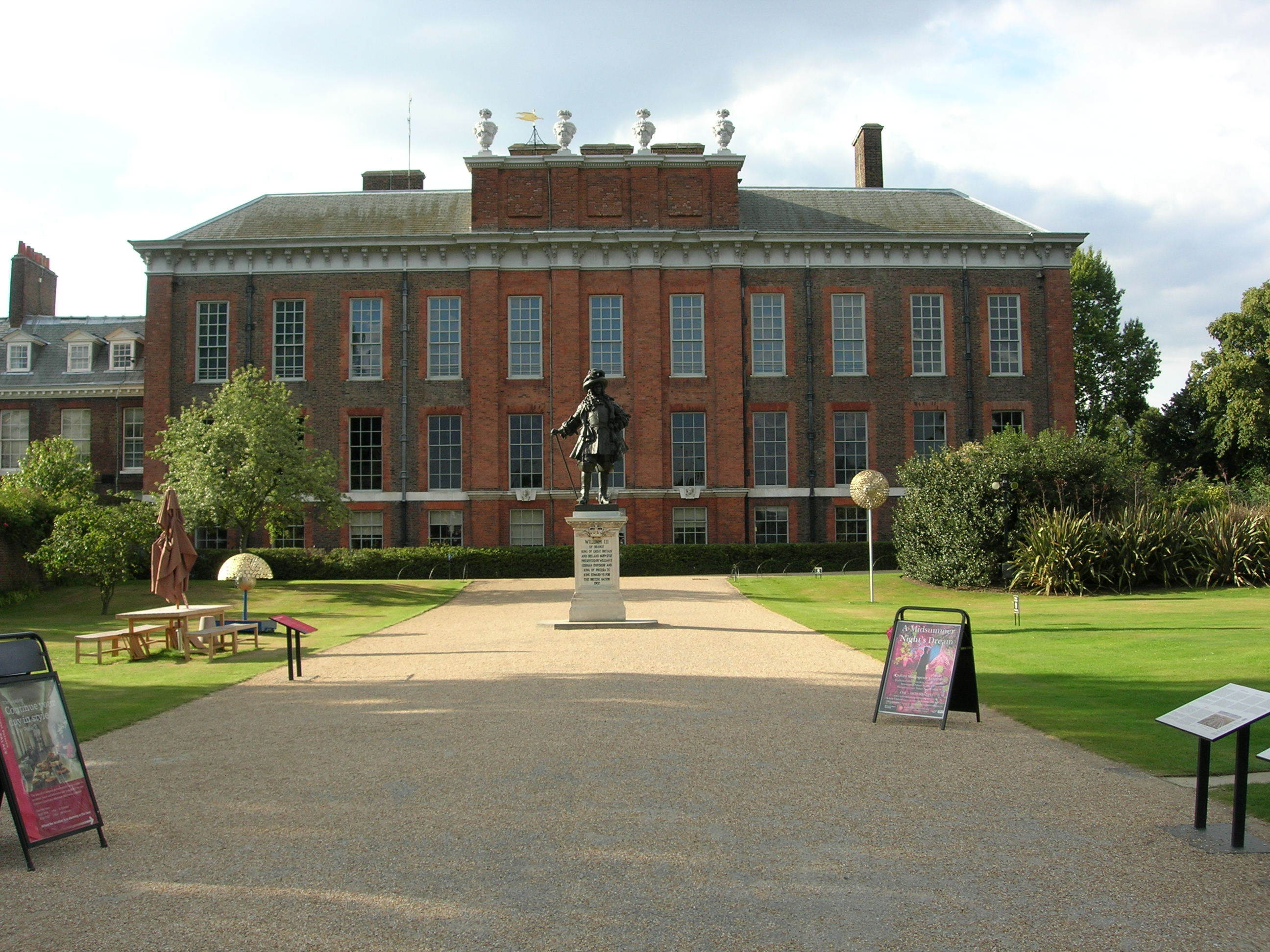
Кенсінгтонський палац
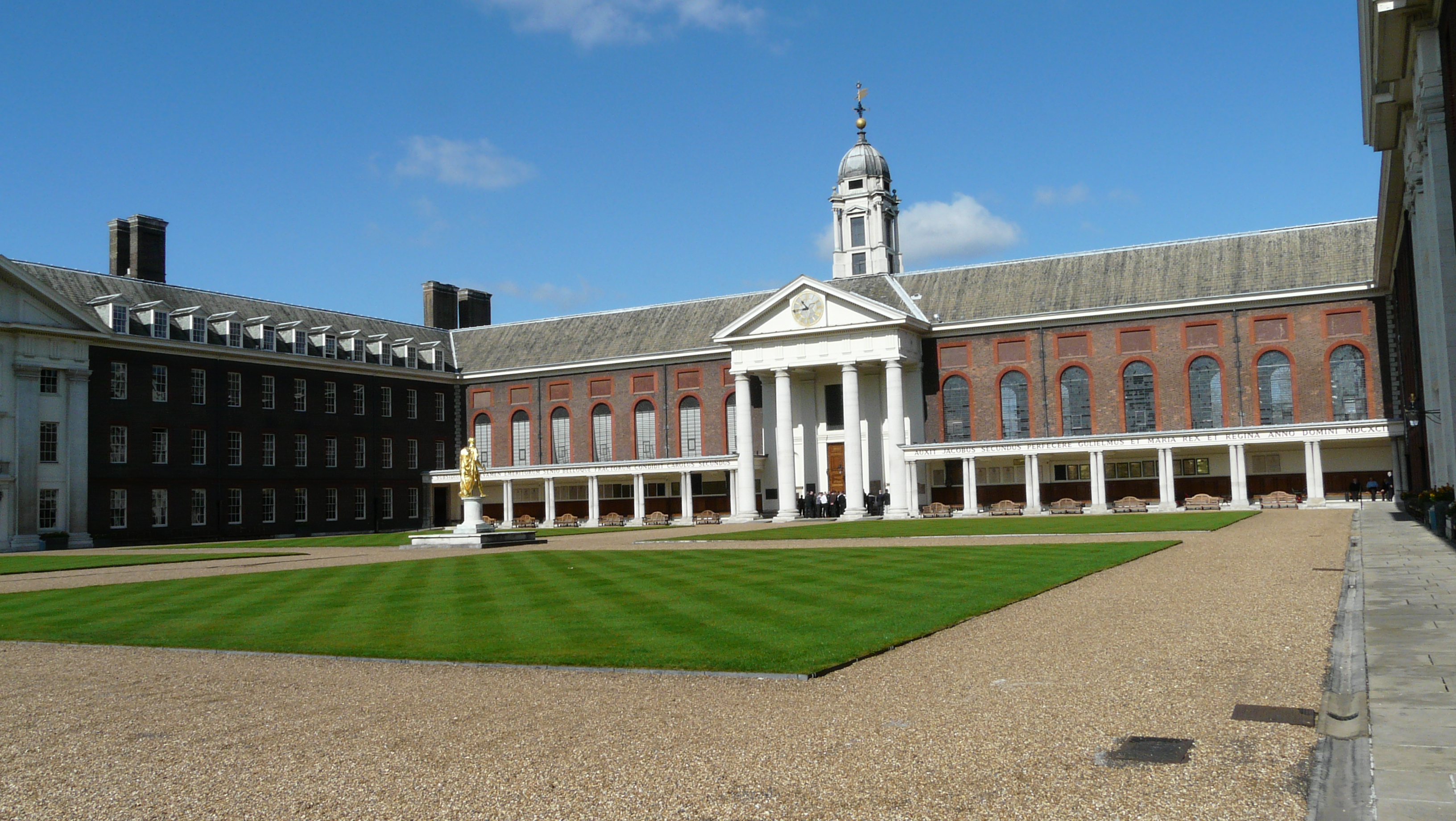
Королівський шпиталь у Челсі (південний фасад)
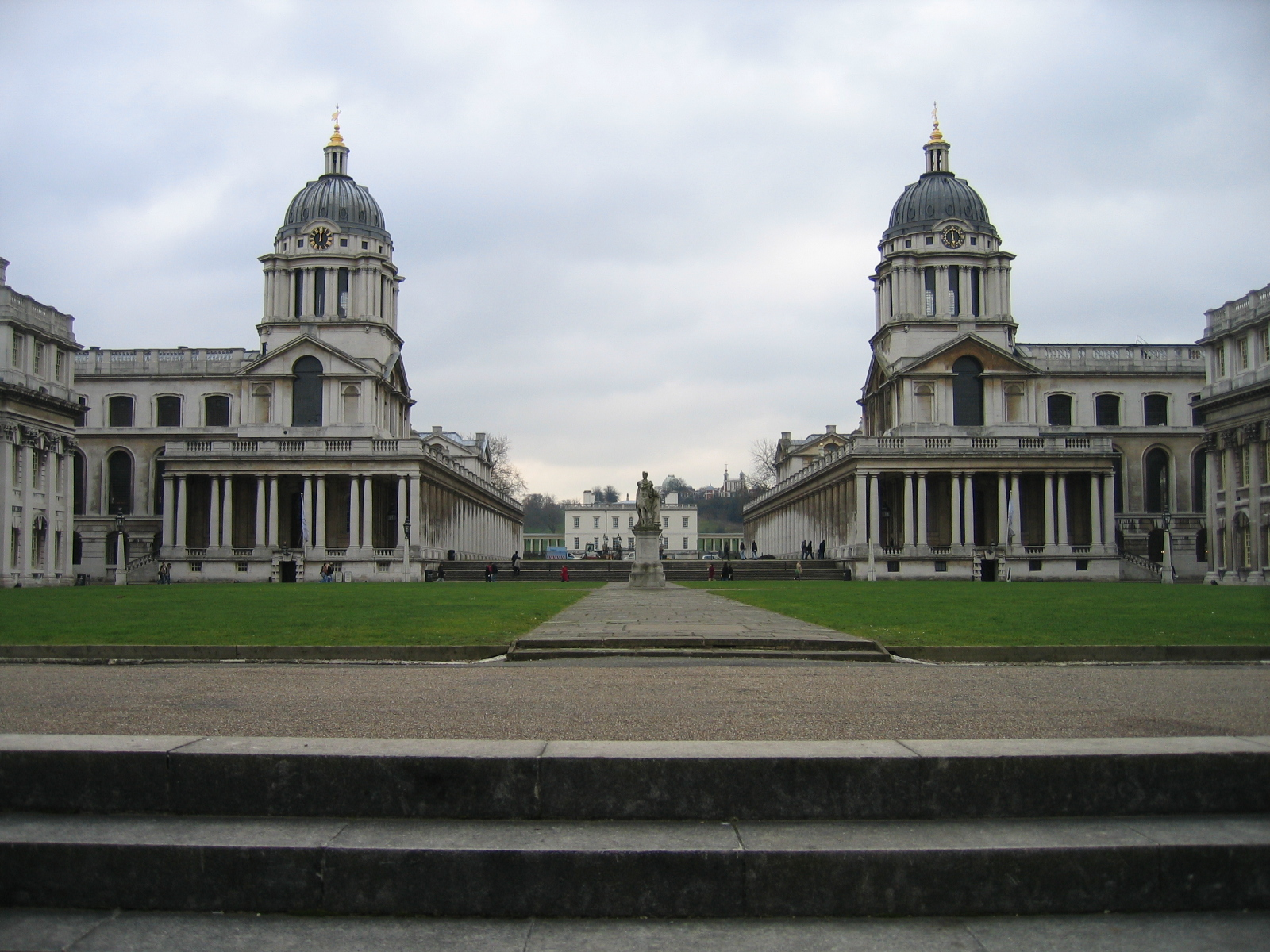
Шпиталь у Гринвічі (північний фасад)
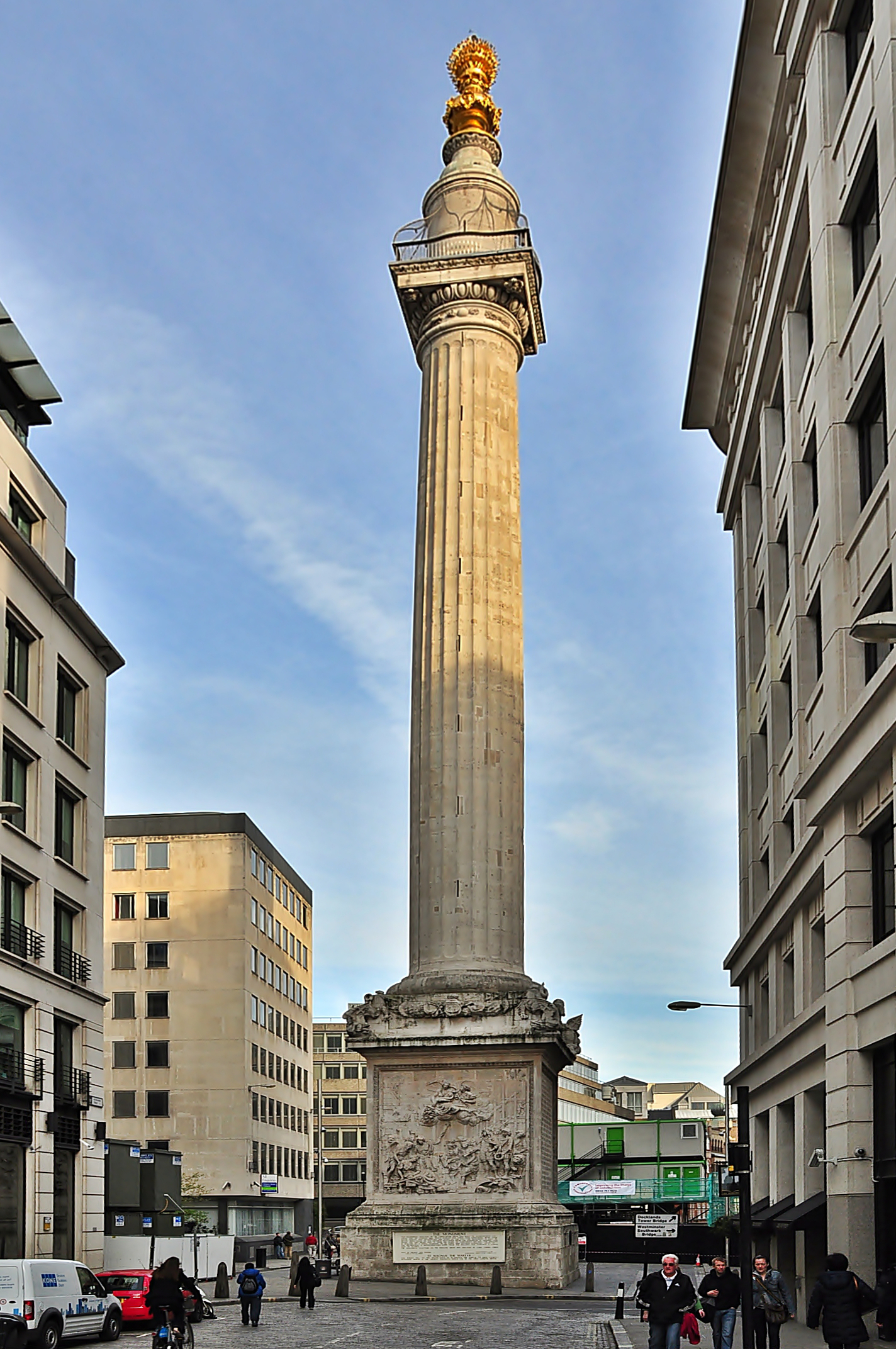
Монумент в пам'ять про Велику лондонську пожежу
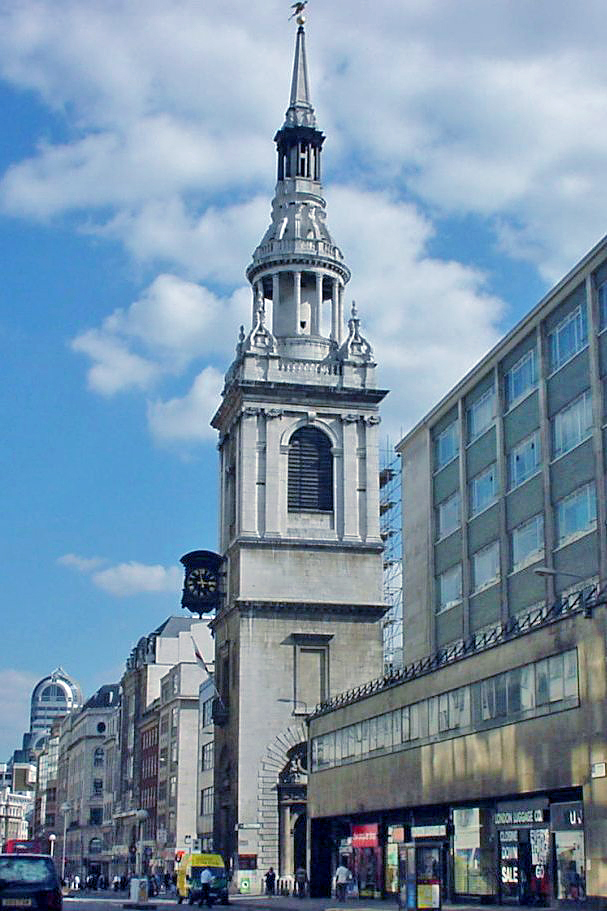
Церква Сент-Мері-ле-Боу
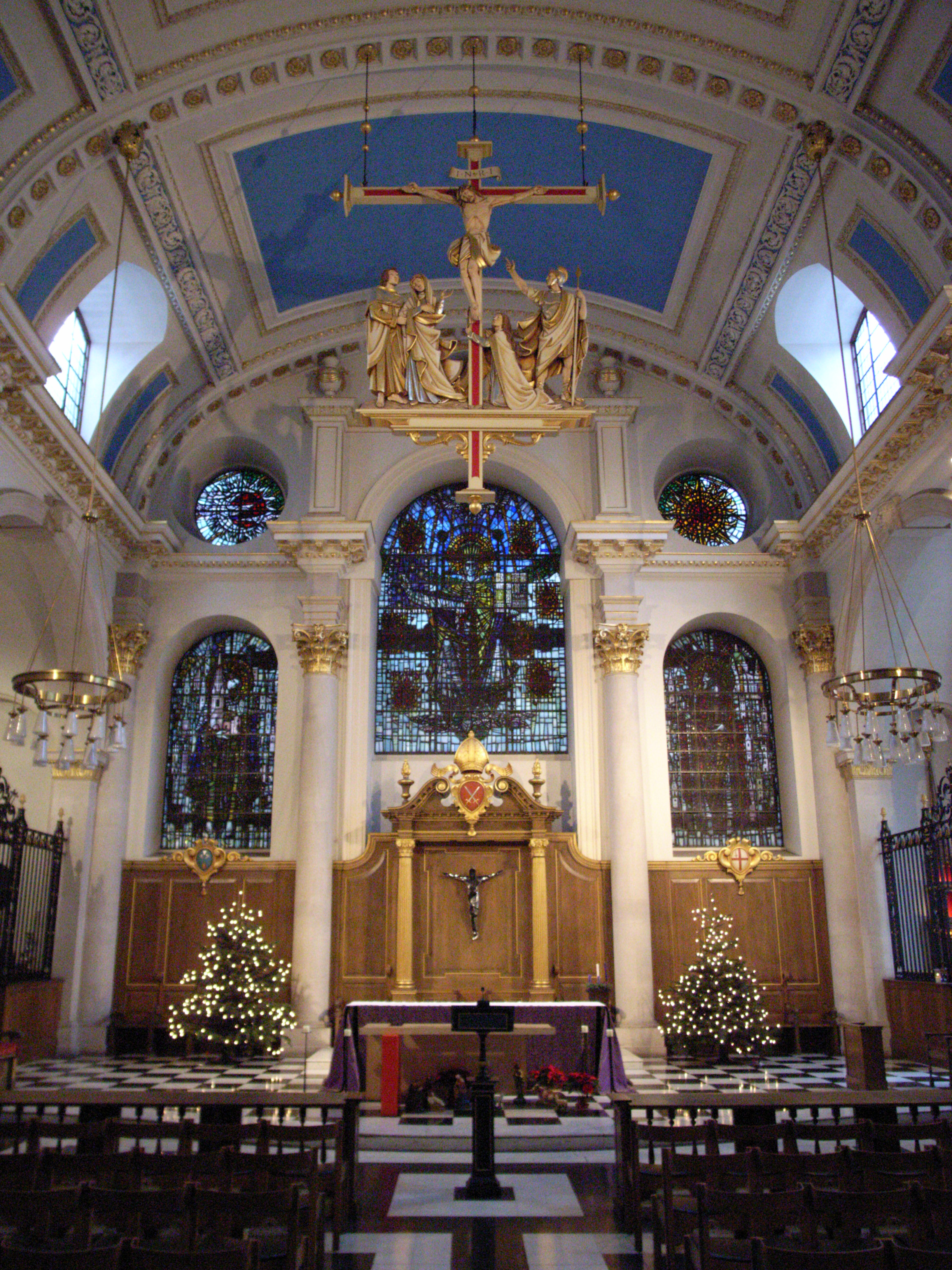
Інтер'єр церкви Сент-Мері-ле-Боу
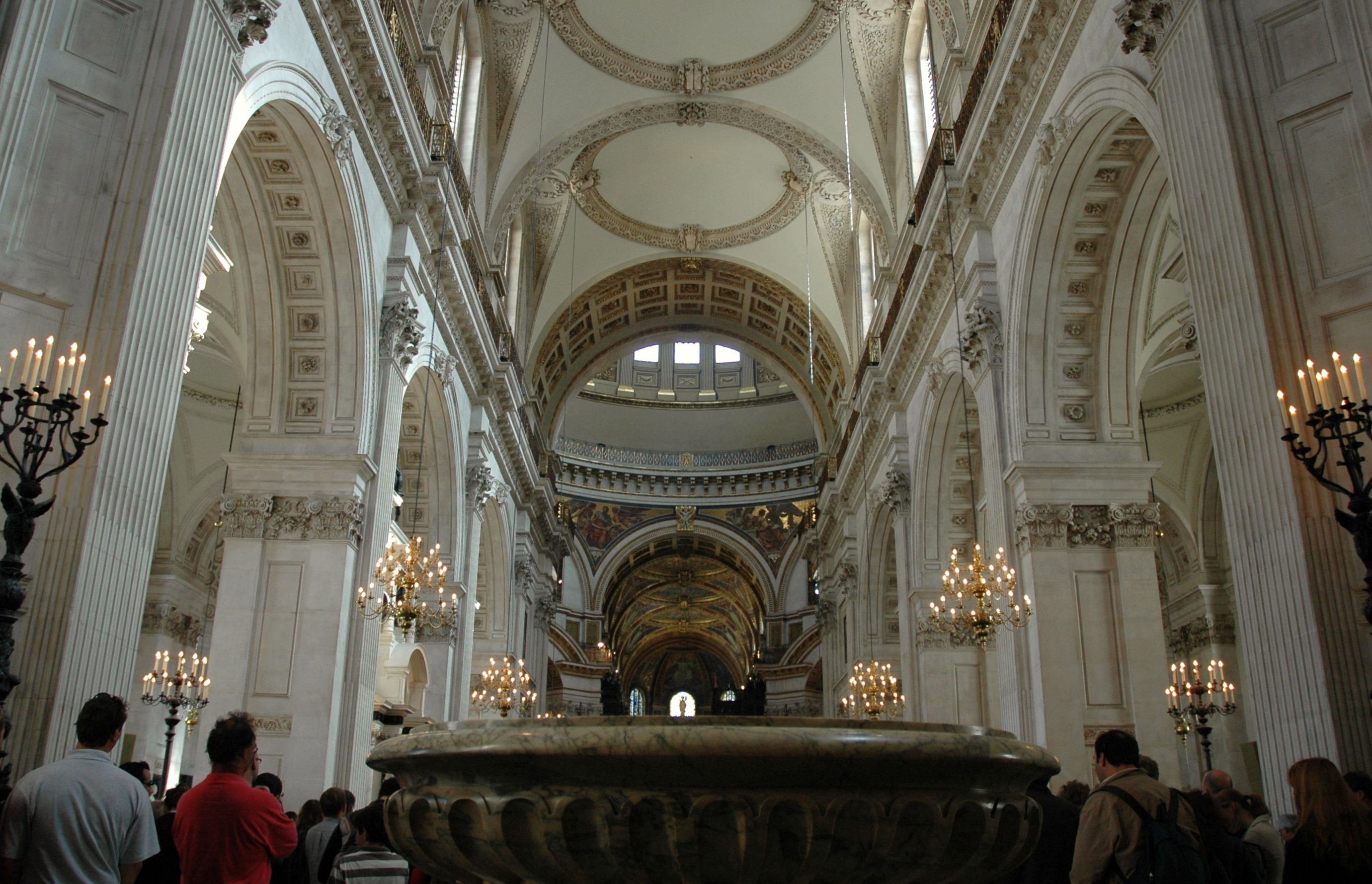
Інтер'єр Собору Святого Павла